# Bazilika Marije Snežne, Rim
Bazilika Marije Snežne (italijansko Basilica Papale di Santa Maria Maggiore, latinsko Basilica Sanctae Mariae Maioris) je znana tudi pod imenom Marija Snežnica, Liberijanska bazilika ali Marija pri jaslicah, in je največja Marijina katoliška cerkev v Rimu, Italija. Zgrajena je bila v 4. stoletju pod papežem Liberijem. Stoji na griču Eskvilinu, kjer je prej stalo svetišče rimske boginje Junone.

## Legende o nastanku

### Sneg v avgustu
Prva legenda o tej baziliki pravi, da je imel Patricij Janez v Rimu obsežna posestva. Ker ni imel dedičev, je sklenil v dogovoru z ženo zapustiti dediščino Mariji. Prosil jo je, naj sprejme ta dar in mu pokaže s kakšnim znamenjem, kako naj porabi to premoženje. V noči iz 4. na 5. avgust 352 se mu je prikazala Marija ter mu naročila, da naj ji sezida cerkev na kraju, kjer bo našel prihodnje jutro novozapadli sneg. Isto noč je imel enako videnje papež Liberij. Ko sta zakonca o sanjah zjutraj obvestila papeža, sta se zelo začudila, ko sta zvedela, da je dobil tudi on enako naročilo. Papež se je v slovesnem sprevodu podal na grič Eskvilin, ki je bil pokrit s snegom in vanj začrtal obris cerkve. Cerkev je bila posvečena leta 367.
Druga legenda glede snega dodaja še, da je papež Liberij takoj zbral svojo duhovščino in se odpravil v spremstvu zakonskega para in velike množice na določeni grič. Tam so našli s svežim snegom pokrito mesto in začeli prepevati glasne zahvalne pesmi v čast Bogu in Devici Mariji. Med splošnim veseljem se je zgodil še nov čudež: sneg se je razdelil v dolge črte. Tako se je pokazal popolni tloris načrtovane stavbe. V kratkem času je bila cerkev dokončana. Posvetili so jo pod imenom Blažena Marija Snežna. 
Bleščeče beli sneg sredi vročine je v legendi simbol Marijine brezmadežne čistosti. 

### Prenehanje kuge
V to cerkev je uvedel papež Gregor Veliki leta 590 pomembno procesijo v cerkveni zgodovini. Določil jo je, ker je priprošnja Device Marije odvrnila kugo od mesta Rim. Nadloga je sicer malo pojenjala, vendar ni prenehala. Zato je papež priredil naslednje leto novo procesijo k cerkvi. Ob tej priliki so javno nosili okrog tudi podobo Device Marije, ki jo je naslikal sveti Luka in jo v tej cerkvi hranijo. Tedaj je na čudežen način prenehala črna smrt v vseh tistih hišah, pred katerimi so nosili sveto podobo. Ob koncu procesije je bilo kuge rešeno celotno mesto.
Poročila govorijo tudi o tem, da so ljudje zaslišali angelsko petje, ki se je glasilo: »Raduj se, Kraljica nebeška, zakaj on, ki si ga bila vredna nositi, je vstal, kakor je rekel, aleluja!« Ko je papež zaslišal te besede, je skupaj z ljudstvom pokleknil ter dopolnil angelski hvalospev z besedami: »Prosi za nas Boga, aleluja!« Istočasno, ko je papež med stalnimi molitvami in pesmimi v procesiji prišel do stavbe, ki nosi ime po cesarju Hadrijanu, je videl nad njo angela, ki je dotlej iztegnjeni meč porinil v nožnico v znamenje, da se je razžaljeni Bog usmilil ljudstva na Marijino priprošnjo in iztrebil kugo, ki je tako dolgo razsajala po mestu. Prebivalci mesta so se razveselili in začeli s češčenjem čudodelne podobe. 

### Oslepeli morilec
V cerkvi Marije Snežne je pogosto molil papež Martin I. Ravenski dvor je najel morilca, ki naj bi ga umoril. Ko je vstopil v cerkev, je zagledal papeža, kako kleči in moli pred Marijino podobo. Segel je po bodalu. Takrat mu je padla na oči večna tema - doletela ga je Božja kazen, da je oslepel. 

## Papeži in vladarji, Ciril in Metod
Rimski papeži so to cerkev v teku stoletij večkrat prenavljali. V prvotnem stanju se je pa ohranila srednja ladja. 
- Takoj po Efeškem koncilu[10] je Sikst III.[11] to svetišče povečal in polepšal. 36 stebrov iz belega marmorja nosi strop, na katerem se nahajajo slike iz Stare zaveze. Svod kora krasijo slike: Marijino oznanjenje, Sveti trije Kralji, Marijino kronanje v nebesih itd. Na slednji sliki (naslikana je na modro podlago) Marija ponižno sprejema nebeško krono iz rok božjega Sina. Z obeh strani se bližajo angeli in svetniki. Okvir tvori vinska trta z raznimi pticami.[12]
- V cerkvi Marije Snežne je ob Božiču 867 Hadrijan II. z vsemi častmi sprejel solunska brata Cirila in Metoda ter slovesno potrdil bogoslužne knjige v slovanskem jeziku.[13]
Žitje Konstantina o tem dogodku v 17. poglavju poroča, da je papež sprejel slovanske knjige, jih posvetil in položil (na oltar) v cerkvi svete Marije, ki se imenuje Fatne (Jaslice); in peli so nad njimi sveto liturgijo."[14]
- Strop srednje ladje se lesketa v čistem zlatu. To zlato je darovala španska kraljevska dvojica Ferdinand [15] in Izabela [16].

## Praznik Marije Snežne
Marija Snežna je krščanski praznik, ki se obhaja 5. avgusta v spomin na posvetitev bazilike Marije Snežne. Tudi v novem koledarju je kot neobvezni praznik (=spomin) za vso Cerkev.
V spomin na čudežen sneg je dobila cerkev ime Marija Snežna oziroma Marija Snežnica. Zaradi njene velikosti (je največja rimska cerkev) in imenitnosti (ena od štirih velikih rimskih bazilik) jo imenujejo uradno Sveta Marija Velika (Santa Maria Maggiore),  pa tudi Naša ljuba Gospa pri jaslicah, ker so tam hranili "ostanke Zveličarjevih jaslic. Imenujejo jo pa tudi Liberijanska bazilika, ker  jo je dal zgraditi papež Liberij.
Na praznik Marije Snežnice vsako leto v cerkvi usujejo izpod zlatega stropa belo rožno cvetje na molilce v spomin čudežnega snega na Eskvilinu. Leta 1909 je F. Rihar to navado opisoval kot sedanjost.. 6. avgusta 2011 je Radio Vatikan poročal, da se te navade še vedno držijo.
O tem običaju je S. Bálint govoril v preteklem času: V srednjeveškem Rimu je bila navada, da so na Marijine praznike med mašo spuščali snežno bele latice vrtnic na vernike, kar naj bi bilo povezano z legendo o avgustovskem snegu.

## Ocena
Nekateri legendi o nastanku cerkve Marije Snežne pripisujejo zgodovinsko vrednost: »Spodbudo« h graditvi tako pomembne cerkve kot je Marija Snežna, je dal čudež (s snegom v začetku vročega avgusta), o katerem ne poročajo le priznani pisatelji, ampak tudi papeži Nikolaj IV., Gregor IX. in Pij II. kot o stvarnem dejstvu. Drugi menijo, da je zgodba o snegu nastala pozneje in da sega šele v zgodnji srednji vek. 

## Arhitektura
Prvotna arhitektura Marije Snežne je bila klasična in tradicionalno rimska, da bi lahko predstavila idejo, da sv. Marija Snežna predstavlja star cesarski Rim kot tudi njegovo krščansko prihodnost. Kot pravi en učenjak: »Santa Maria Maggiore tako zelo spominja na cesarsko baziliko drugega stoletja, da se je včasih zdelo, da je bila bazilika prilagojena za uporabo kot krščanska cerkev. Njen tloris je temeljil na helenističnih načelih, ki jih je navedel Vitruvij v Avgustovem času«. 
Čeprav je bazilika Marije Snežne na svojem območju neizmerna, je bila tako zgrajena po načrtu. Zasnova bazilike je bila v tem času v Rimu značilna: »visoka in široka ladja, stranski ladji na obeh straneh in polkrožna apsida na koncu ladje«. [28] Ključni vidik, ki je naredil Marijo Snežno tako pomembno v cerkveni arhitekturi v zgodnjem 5. stoletju, so bili čudoviti mozaiki, ki so jih našli na slavoloku in ladji.
Atenski marmorni stebri, ki podpirajo ladjo, so še starejši in prihajajo iz prve bazilike ali iz druge antične rimske stavbe; šestintrideset je marmornih in štirje granitni, združeni ali skrajšanih, da jih Ferdinando Fuga prilagodil in jim dal enake kapitele iz pozlačenega brona. Campanile – zvonik iz 14. stoletja je najvišji v Rimu, visok približno 75 m. Okvirni strop bazilike iz 16. stoletja, ki ga je oblikoval Giuliano da Sangallo, naj bi bil pozlačen z zlatom, ki ga je sprva prinesel Krištof Kolumb in sta ga Ferdinand in Isabella predstavila španskemu papežu Aleksandru VI. .  Mozaik apside, Kronanje Device, je iz leta 1295, podpisal pa jo je frančiškanski brat Jacopo Torriti. Bazilika vsebuje tudi freske Giovannija Baglioneja v kapeli Borghese.
Fasado iz 12. stoletja je zakrila rekonstrukcija z ložo, ki jo je leta 1743 dodal papež Benedikt XIV., zasnoval Ferdinando Fuga, ki pa ni poškodoval mozaikov fasade. Krilo canonica (zakristija) na levi in ujemajoče se krilo na desni (zasnoval Flaminio Ponzio) dajeta sprednji strani bazilike vidik palače, ki je obrnjena proti Piazza Santa Maria Maggiore. Desno od pročelja bazilike je spomenik, ki predstavlja steber v obliki napolnjenega topovskega soda, na vrhu s križem: postavil ga je papež Klemen VIII., da bi proslavil konec francoskih verskih vojn.
Marijin steber, postavljen leta 1614 po oblikovanju Carla Maderne, je vzor številnih Marijinim stebrom, postavljenih v katoliških državah v zahvalo za konec kuge v času baroka. Sam steber je edini ostanek Konstantinove bazilike Maksencija in Konstantina v Campo Vaccino. Rimski spletni ljubitelj umetnosti ugotavlja, da je Campo Vaccino kot tisto, kar se je imenoval Rimski forum do 18. stoletja. Madernov vodnjak pri bazi združuje oborožene orle in zmaje Pavla V.

## Notranjost

#### Mozaiki iz 5. stoletja
Mozaiki, ki jih najdemo v baziliki Marije Snežne, so ena najstarejših predstavitev Device Marije v krščanski pozni antiki. Kot pravi en učenjak, »To dobro kaže dekoracija Santa Maria Maggiore v Rimu, ... kjer je bila ikonografska upodobitev Device Marije vsaj deloma izbrana za praznovanje afirmacije Marije kot Teokokos (nosilca Boga ) s tretjim ekumenskim svetom v Efezu leta 431«.  Mozaiki slavoloka in ladje v baziliki so bili vzor za prihodnje upodobitve Device Marije. Vplivi teh mozaikov so ukoreninjeni v poznoantični impresionizem, ki ga je bilo mogoče videti v freskah, rokopisnih slikah in številnih mozaikih tlakov po vilah v Afriki, Siriji in na Siciliji v 5. stoletju. [26] Temu se reče kronanje Marije na apsidi, ki jo je Torriti veliko pozneje izvedel po naročilu papeža Nikolaja IV. (13. stoletje)
Ti mozaiki so zgodovinarjem omogočili vpogled v umetniška, verska in družbena gibanja v tem času. Kot pojasnjuje Margaret Miles, imajo mozaiki v Mariji Snežni dva cilja: eden je poveličevati Devico Marijo kot Božjo mati; drugi pa predstavlja »sistematično in celovito artikulacijo odnosa hebrejske Biblije in krščanskih spisov kot tistega, v katerem hebrejska Biblija napoveduje krščanstvo«.  To je razloženo z dvojnimi podobami dogodkov iz Stare zaveze in Novega zaveze upodobljena v mozaikih slavoloka in ladje. Mozaiki prikazujejo tudi obseg umetniške strokovnosti in ovržejo teorijo, da je mozaična tehnika v tistem času temeljila na kopiranju iz modelnih knjig. Mozaiki, ki jih najdemo v Mariji Snežni, so kombinacija različnih slogov mozaične umetnosti v tistem času, po besedah umetnostnega strokovnjaka Robina Cormacka: »razpon umetniškega strokovnega znanja in dejanske zapletenosti produkcije skorajda ni mogoče reducirati na miselnost kopiranja. Testni primer so predstavljeni mozaiki Marije Snežne v Rimu«. 

#### Slavolok
Slavolok na čelu ladje je bil sprva imenovan apsidni lok, kasneje pa je postal znan tudi kot slavolok.  Ta je ponazorjen z veličastnimi mozaiki, ki prikazujejo različne prizore Kristusa in Device Marije. V slogih, ki so bili uporabljeni v mozaikih slavolokov, se je razlikovala v primerjavi z ladjami; slog slavoloka je bil veliko bolj linearen in ploskovit, kot ga opisuje en strokovnjak, niti približno toliko akcije, čustev in gibanja ni v njih, kot ga je bilo v starozaveznih mozaikih ladje. Eden prvih prizorov, ki je bil viden na slavoloku, je bila plošča Kristusovega ustoličenja s skupino angelov kot njegovo sodišče. Kot je opisal en zgodovinar: »Na apsidnem loku je Kristus ustoličen, mladi cesar s štirimi komorniki, seveda angeli«, je to popoln primer mozaične umetnosti v 5. stoletju. Še ena plošča, ki jo najdemo na slavoloku je Devica, okronana in oblečena v barvito tančico, njena garderoba nežno spominja na rimsko cesarico in na tej plošči ima svojega božanskega sina, ki hodi z njo in skupina angelov in Jožef jo je pripravil pozdraviti; Devica ... do popolnosti kaže impresionistični značaj mozaikov . Druga plošča je znana kot Čaščenje magov in ta mozaik prikazuje otroka Kristusa in Devico ter prihod treh modrecev, »mozaiki ponazarjajo Kristusov prvi prihod in njegovo mladost na slavoloku«. Na drugi plošči je upodobljena Devica v spremstvu petih mučencev. [26

### Ladja
Ladja bazilike je bila zajeta v mozaike, ki predstavljajo Mojzesov starozavezni dogodek, ko je vodil Jude iz Egipta čez Rdeče morje. »Mozaiki (ki predstavljajo zgodbe starozavezne zgodovine in so kristjanom v Rimu ponudili novo 'preteklost') so iluzionistični v barvi in impresionistični v načinu«, ko ta znanstvenik trdi, da je bilo prizorišče napolnjeno z gibanjem, čustvi in je navdihnilo razmišljanje o 'novi' preteklosti Rima; preteklosti Stare zaveze. Kakor opisuje en učenjak: »Mojzes se junaško kreše po vodah Rdečega morja, njegova toga v svetlobi in temnih sivih in modrih, a podstavljena v črni barvi, zložljive bele črte, tunika pod svetlo modro; moški zraven nosi globoko modro togo nad sivo-belo tuniko«. Na drugi plošči je prikazana smrt Egipčanov v Rdečem morju. Opazovalec opisuje mozaik: »Egipčani, oblečeni v modri oklep z zlatimi pasovi in škrlatnimi ogrinjali, divje letijo, se utopijo v zelenkasto modrih vodah; konji, beli ali svetlo rjavi, zasenčeni s temnejšimi rjavimi, poudarjeni v beli barvi, izlivi svetle rdeča«.

## Sikstinska kapela in kripta Rojstva
Pod visokim oltarjem bazilike je kripta Matere božje ali Betlehemska kripta s kristalnim relikviarijem, ki ga je zasnoval Giuseppe Valadier, ki naj bi vseboval les Svetih jaslic rojstnega dne Jezusa Kristusa. Tu je grob svetega Hieronima, cerkvenega učitelja iz 4. stoletja, ki je Biblijo prevedel v latinski jezik (Vulgata) .
Delčki skulpture Božiča verjetno Arnolfa di Cambija iz 13. stoletja so bili preneseni pod oltar velike Sikstinske kapele od desnega rova cerkve. Ta kapela Blaženega zakramenta je poimenovana po papežu Sikstu V. in je ne smemo zamenjati s Sikstinsko kapelo v Vatikanu, imenovano po papežu Sikstu IV. Arhitekt Domenico Fontana je zasnoval kapelo, v kateri so grobnice samega Siksta V. in njegovega zgodnjega zavetnika papeža Pija V. Glavni oltar v kapeli ima štiri pozlačene bronaste angele Sebastiana Torregianija, ki držijo ciborij, ki je model kapele same.
Pod tem oltarjem je oratorij ali kapela Marijinega rojstva, na čigar oltarju, ki je bil takrat v kripti Marijinega rojstva pod glavnim oltarjem same cerkve, je sveti Ignacij Lojolski 25. decembra 1538 kot duhovnik praznoval svojo prvo mašo.
Tik pred Sikstinsko kapelo je grob  Gian Lorenza Berninija in njegove družine.
Manieristično notranjo dekoracijo Sikstinske kapele je dokončala (1587–1589) velika skupina umetnikov, ki sta jo vodila Cesare Nebbia in Giovanni Guerra. Medtem ko umetniški biograf Giovanni Baglione posameznim umetnikom dodeli specifična dela, nedavna raziskava ugotavlja, da je roka Nebbije pripravila predhodne skice za številne, če ne celo vse freske. Baglione priznava tudi, da sta bili vlogi Nebbije in Guerra lahko povzeti kot »Nebbia je risal, Guerra pa je nadziral ekipe«.

## Kapela Borghesov in Salus Populi Romani
Steber na Piazza Santa Maria Maggiore slavi znamenito ikono Device Marije, ki je zdaj shranjena v kapeli Borghese v baziliki. Znana je kot Salus Populi Romani ali 'Zdravje rimskega ljudstva' ali 'Rešenje rimskega ljudstva', zaradi čudeža, v katerem je ikona pomagala preprečiti kugo v mestu. Ikona je stara vsaj tisoč let, v skladu s tradicijo pa jo je življenja naslikal sveti Luka evangelist z uporabo lesene plošče svete družine v Nazaretu.
Salus Populi Romani je bil priljubljen več papežev in je deloval kot ključni mariološki simbol. Rimski papež Pij XII. (Eugenio Pacelli) je 1. aprila 1899 tam praznoval svojo prvo sveto mašo. Leta 1953 je ikono prenesel skozi Rim, da bi začela prvo marijansko leto v cerkveni zgodovini. Leta 1954 je ikono okronal papež Pij XII., ko je predstavil novo Marijino praznično Marijino kraljestvo. Papež Pavel VI., papež Janez Pavel II., papež Benedikt XVI. in papež Frančišek so vsi počastili Salus Populi Romani z osebnimi obiski in liturgičnimi praznovanji.

## Papeževa bazilika
Baziliko Marijo Snežno kot papeško baziliko pogosto uporablja papež. Tam predseduje obredom za vsakoletni praznik Marijinega vnebovzetja 15. avgusta. Razen nekaj duhovnikov in nadškof bazilike je visoki oltar rezerviran samo za papeža. Papež Frančišek je baziliko obiskal dan po izvolitvi .
Papež da baziliki nadškofa, navadno kardinala. Nekdaj je bil nadškof titularni latinski patriarh Antiohije, naslov je bil ukinjen leta 1964. Od 29. decembra 2016 je bil nadškof Stanislav Ryłko.
Poleg nadškofa in njegovih pomočnikov duhovnikov je tu kapitelj kanonikov. Redemptoristi in dominikanski duhovniki služijo cerkvi.
Španski kralj, trenutno Filip VI., je po uradni dolžnosti kardinal-protokanonik kapitlja bazilike .

## Seznam glavnih umetniških del v baziliki
- Zgodnjekrščanski cikel mozaikov, ki prikazuje dogodke iz Stare zaveze, 5. stoletje
- Salus Populi Romani, zelo spoštovana zgodnja ikona Device in otroka.
- Nagrobni spomenik Klemena IX. (1671) Carla Rainaldija s papeškim poprsjem Domenica Guidija.
- Začasni katafalk španskega Filipa IV., ki ga je leta 1665 zasnoval Rainaldi
- Nagrobni spomenik papeža Nikolaja IV., ki ga je leta 1574 zasnoval Domenico Fontana.
- Doprsni kip Costanza Patrizija Algardija.
- zakristijske freske Passignana in Giuseppeja Puglia,
- Sveti Kajetan, ki drži Sveto dete, Bernini.
- Visoka oltarna skulptura Pietra Braccija, (približno 1750).
- Kip Pija IX. v molitvi Ignazia Jacomettija, (približno 1880).
- Freske Pauline kapele, avtor Guido Reni
- Freske za spomenik Klemena VIII., Lanfranko
- Grobnice kapele Cesi avtorja Guglielmo della Porta
- skulpture oltarja, konfesije in presepio (jaslice) Arnolfa di Cambija, okoli leta 1290

## Svetoletna romanja Slovencev v Rim
Za slovenske romarje v Rim je bazilika še posebej privlačna, tudi zaradi pomembnih zgodovinskih dejstev. V njej je namreč na božič leta 867 papež Hadrijan II. med slovesnostjo sprejel sv. Cirila in Metoda ter potrdil bogoslužne knjige v slovanskem jeziku, s čimer je omogočil širjenje krščanstva v jeziku, razumljivem tudi Slovencem. V svetem letu 2025 je vsak evropski narod prejel svojo cerkev v Rimu, kjer lahko ob romanju obhaja bogoslužje ali molitve. Ker Slovenci svoje nacionalne cerkve v Rimu nimamo, nam je bila, tudi zaradi prej opisanega zgodovinskega dogodka, dodeljena bazilika Marije Snežne.